# Вареговское сельское поселение
Ва́реговское сельское поселение — муниципальное образование в Большесельском районе Ярославской области. Административный центр — село Варегово.

## Географическое положение
Площадь территории поселения — 19 036 га. Расположено в восточной части района. Граничит с Тутаевским (на севере) и Ярославским (на востоке) районами, Благовещенским (на западе) и Большесельским (на юге) сельскими поселениями.
Административный центр — село Варегово. Расстояние от центра поселения до Большого Села — 32 км, до города Ярославля — 28 км.

### Земельный фонд
На 2009 год 65,5% площади сельского поселения составляют земли сельскохозяйственных предприятий, в том числе 41% — СПК «Знамя», 20% — СПК «Ясная Поляна»; 19% — земли лесного фонда (Тутаевский лесхоз и Большесельское лесничество).
В общей площади территории поселения земли сельскохозяйственного назначения занимают 9719,9 га (51 %), из них сельскохозяйственных угодий — всего лишь 1493,2 га (8 %). На долю всех полей приходится всего лишь 1262,7 га (13 %), а наиболее ценные мелиорированные земли сельскохозяйственного использования составляют 454,5 га (5 %). Доля земель, включающая в себя естественные кормовые угодья среднего качества, составляет 230,5 га (2,7 %).
Выделяются сельскохозяйственные угодья, которые были выведены из оборота сельскохозяйственного производства — это закустаренные луга — 184,7 га (2 %), а также зарастающие земли торфопредприятий (возобновляющиеся леса на торфяниках, зарастающие дрены и заросшие чеки «пруды» на торфяниках) — 4511,5 га (24 %).
Большая часть земель занята лесной растительностью — 5021,7 га (52 %).

## История
Вареговское сельское поселение образовано 1 января 2005 года в соответствии с законом Ярославской области № 65-з от 21 декабря 2004 года «О наименованиях, границах и статусе муниципальных образований Ярославской области». Границы Вареговского сельского поселения установлены в административных границах Вареговского сельского округа.

## Население
В Вареговском сельском поселении зарегистрировано по месту жительства на начало 2008 года 1528 человек (14 % от населения района), проживающих в 44 сельских населённых пунктах. Сезонное население составляет 527 человек. Плотность — 8 чел./км².
Численность трудоспособного населения составляет около 733 человек, численность пенсионеров — 580 человек, население младших возрастов — 222 человека. От общего числа трудоспособного населения около 494 человек заняты в сфере производства: в основном, это сфера обслуживания (торговля, платные услуги), образование, здравоохранение — 305 человек, или 43,4% от числа людей, занятых в экономике, около 120 человек трудятся в сфере жилищно-коммунального хозяйства, транспортных предприятий, или 16,4%, на промышленных предприятиях занято 56 человек, или 8%, всего 10 человек занято в сельском хозяйстве, или 1,4%; в том числе около 285 человек от числа трудоспособного населения трудятся вне территории сельского поселения (выезжают на работу в город, чаще всего — Рыбинск и Ярославль) и связаны с системными миграциями с производственными целями. 20 человек ежедневно совершают миграции к месту работы в центр поселения — село Варегово.
Средняя продолжительность жизни населения составляет 60 лет, в том числе мужчин — 52 года, женщин — 69 лет. Рождаемость составляет 6 человек в год, смертность — 60 человек в год на 1000 жителей. Естественная убыль населения — 54 человека на 1000 жителей за год.
Наблюдается постоянное сокращение общей численности населения, что вызвано длительным снижением рождаемости и ростом смертности, в том числе в трудоспособных возрастах (смертность превышает рождаемость в 10 раз). Убыль и депопуляция населения происходят по естественным причинам, а также связаны со снижением показателя качества жизни, которое наблюдается с 1970 года. Также основной причиной сокращения населения является продолжающийся отток в городские поселения. Так, в центре поселения — селе Варегове убыль населения с 1989 года составила почти 48%. Те же темпы наблюдаются и в других населённых пунктах поселения.
Расселение населения складывалось исторически под влиянием природно-географических и социально-экономических факторов. Для этой местности характерен ленточный, или придорожный (вдоль дорог) и дисперсный типы сельского расселения. В настоящее время этот тип сельского расселения очень сильно поредел за счёт исчезновения мелких и перехода в их разряд, бывших ранее средними, населённых пунктов. В настоящее время огромное влияние на расселение оказывает демографическая ситуация: низкие темпы рождаемости, убыль населения, миграция в городскую местность, старение населения и высокие показатели смертности. На протяжении нескольких десятилетий наблюдается сокращение численности сельских населённых пунктов.
В конце 2000-х годов наблюдался прирост населения за счёт притока мигрантов: 2007 год — 1461 человек; 2008 год — 1528 человек; 2009 год — 1535 человек.

## Состав сельского поселения
В состав сельского поселения (образованного в границах одного сельского округа — Вареговского) входят 44 сельских населённых пункта. 
| №  | Населённый пункт  | Тип населённого пункта       | Население | Сельский округ |
| -- | ----------------- | ---------------------------- | --------- | -------------- |
| 1  | Абрамово          | деревня                      | →0        | Вареговский    |
| 2  | Афанасово         | деревня                      | ↗18       | Вареговский    |
| 3  | Барсагино         | деревня                      | →0        | Вареговский    |
| 4  | Бокарево          | деревня                      | ↗1        | Вареговский    |
| 5  | Большое Сайгатово | деревня                      | ↗6        | Вареговский    |
| 6  | Борисцево         | деревня                      | ↗2        | Вареговский    |
| 7  | Борславлево       | деревня                      | ↗3        | Вареговский    |
| 8  | Бурдуково         | деревня                      | →0        | Вареговский    |
| 9  | Ваньково          | деревня                      | →1        | Вареговский    |
| 10 | Варегово          | село, административный центр | ↘967      | Вареговский    |
| 11 | Ваулово           | станция                      | ↗23       | Вареговский    |
| 12 | Глебово           | деревня                      | ↗7        | Вареговский    |
| 13 | Елизарово         | деревня                      | →14       | Вареговский    |
| 14 | Ермаково          | деревня                      | →0        | Вареговский    |
| 15 | Есипово           | деревня                      | ↗9        | Вареговский    |
| 16 | Еськино           | деревня                      | →0        | Вареговский    |
| 17 | Жикшино           | деревня                      | ↗3        | Вареговский    |
| 18 | Залужье           | деревня                      | →0        | Вареговский    |
| 19 | Зманово           | деревня                      | →0        | Вареговский    |
| 20 | Кадино            | деревня                      | →3        | Вареговский    |
| 21 | Каюрово           | деревня                      | ↘24       | Вареговский    |
| 22 | Левино            | деревня                      | →0        | Вареговский    |
| 23 | Лесное Варегово   | деревня                      | ↗30       | Вареговский    |
| 24 | Лягичино          | деревня                      | →1        | Вареговский    |
| 25 | Малое Сайгатово   | деревня                      | ↘0        | Вареговский    |
| 26 | Марьино           | деревня                      | ↗4        | Вареговский    |
| 27 | Мешково           | деревня                      | ↗11       | Вареговский    |
| 28 | Митино            | деревня                      | ↗5        | Вареговский    |
| 29 | Михальцево        | деревня                      | ↗2        | Вареговский    |
| 30 | Муравьёво         | деревня                      | ↘19       | Вареговский    |
| 31 | Нечайки           | деревня                      | →0        | Вареговский    |
| 32 | Павлово           | деревня                      | →0        | Вареговский    |
| 33 | Пенники           | деревня                      | ↗3        | Вареговский    |
| 34 | Першино           | деревня                      | ↗4        | Вареговский    |
| 35 | Поляна            | деревня                      | →0        | Вареговский    |
| 36 | Пронино           | деревня                      | ↗2        | Вареговский    |
| 37 | Противьево        | деревня                      | →0        | Вареговский    |
| 38 | Радышково         | деревня                      | →0        | Вареговский    |
| 39 | Рублево           | деревня                      | ↗4        | Вареговский    |
| 40 | Селиверстово      | деревня                      | →0        | Вареговский    |
| 41 | Слугинское        | деревня                      | ↗3        | Вареговский    |
| 42 | Старое Варегово   | деревня                      | ↘41       | Вареговский    |
| 43 | Шалово            | деревня                      | →0        | Вареговский    |
| 44 | Шельшедом         | село                         | ↘196      | Вареговский    |

## Экономика
Отрасли промышленности представлены в основном деятельностью малых предприятий:
- ЗАО «Норский керамический завод» — разработка карьера.
- ОАО «Масложировой комбинат» в Варегово — кондитерский цех (численность кадров промышленно-производственного персонала — 69 человек, объём отгруженной продукции в сопоставимых ценах составил 49,1 млн руб за 2008 год).
- «Синстехно» в д. Каюрово — изготовление кровельных материалов.
- КФХ «Сынково» — цех по деревообработке; основная сфера деятельности — выращивание овощей[2].

Сельское хозяйство:
- СПК «Знамя» (бывший совхоз «Знамя»)
- СПК «Свобода» (бывший совхоз «Свобода»)
- СПК «Ясная Поляна»
- личные подсобные хозяйства
- крестьянские фермерские хозяйства[2]

Все сельскохозяйственные угодья расположены в пределах Варегово-Ломского почвенного района, который отличается выровненной поверхностью, а почвенный покров представлен в основном подзолистыми сочетаниями почв (супесчаные и легкосуглинистые): дерново-подзолистые и болотные почвы с содержанием гумуса от 1,6% до 1,8%. Значительные площади пашни имеют повышенную кислотность (pH 4,8), около 37,4% являются переувлажнёнными почвами. Около 1,5% занимают каменистые почвы. Почвы мало дренированы, поэтому требуют осушительных мелиораций. На первое место для сельскохозяйственного растениеводства выдвигаются культуры, менее требовательны к почвенным условиям — ячмень, овёс, многолетние травы.

## Транспорт
Транспортная инфраструктура сельского поселения, отмеченная объектами и линейными сооружениями автомобильного и железнодорожного транспорта, находится в неудовлетворительном состоянии.
Через поселение с востока на запад проходит автодорога Ярославль — Углич и Мышкин. В направлении на север от неё отходит дорога на сёла Варегово и Шельшедом. Большинство населённых пунктов поселения хорошо связаны автодорожным сообщением с центром поселения и центром района системой автодорог регионального (областного) и муниципального уровней. Протяжённость автомобильных дорог составляет 110,2 км. Из общего количества дорог большая часть — 106,2 км являются бесхозными, по типу покрытия — грунтовыми естественными, без технической категории. 41 сельский населённый пункт (93 %) не обеспечен автодорогами с твёрдым покрытием.
От поселения до Ярославля ежедневно осуществляется 2 рейса автобуса, до Большого Села — 3 рейса в неделю. Остановочных пунктов нет.
К Варегово подходит тупиковая ветка с востока от станции Ваулово железной дороги Ярославль — Рыбинск. Протяжённость железных дорог — 4 км.
Ближайший речной порт находится в городе Ярославле.
Ближайший аэропорт «Туношна» — на территории Туношенского сельского поселения Ярославского района.
Стационарных мостовых сооружений нет.

## Инженерная инфраструктура
По территории поселения проходят многочисленные линии электропередач напряжением 10 кВ, 35 кВ, а также расположены распределительные электроподстанции 10 кВ и др. Электроснабжением обеспечены все населённые пункты.
Водоснабжение Варегово осуществляется от артезианских скважин. Для остальных населённых пунктов характерно скважно-колодезное водоснабжение. Газоснабжение осуществляется привозным баллонным газом. Теплоснабжение Варегово осуществляется от поселковой мазутной котельной.
Почтовое отделение связи расположено в Варегово.

## Социальная сфера
Качество жизни населения Вареговского сельского поселения ниже средних фактических значений по району в целом. Средние районные показатели также невысоки, если сравнивать их с другими районами Ярославской области (Большесельский район занимает одно из последних мест по показателю качества жизни). В Вареговском сельском поселении на фоне депопуляции населения происходит резкий спад сельскохозяйственного и промышленного производства, а, значит, — и дальнейшее ухудшение качества жизни населения.
Показатели обеспеченности жилых площадей центральным отоплением, водопроводной сетью и канализацией крайне низкие, хотя некоторые из них даже превышают средние значения по району. Степень износа жилищного фонда составляет 50%. Общая площадь жилых помещений в ветхих и аварийных жилых домах составляет 13,6 тыс. м² (21 %), что во много раз превышает среднее значение по району (7 %). При этом основная часть жилого фонда была построена до 1960 года. Объём нового строительства составляет всего 0,9 тыс. м².
Социальная сфера в результате ухудшения финансового положения находится в кризисном состоянии, увеличивая отставание сельской местности.
На территории сельского поселения расположена Вареговская средняя школа, вместимостью 380 человек, число обучающихся — 82 человека. Из детских дошкольных учреждений есть Вареговский детский сад вместимостью 25 человек. На территории поселения имеются 2 библиотеки. В Варегово есть клуб на 100 мест.
Среди объектов розничной торговли имеются 7 магазинов и 1 киоск общей торговой площадью 0,4 тыс. м². Кроме этого в Варегово расположены 1 кафе и 1 баня на 25 мест, есть стадион и спортивный зал. Предприятий общепита, бытового обслуживания и гостиницы нет. В сфере медицинского обслуживания 1 амбулатория на 20 посещений в смену, 1 аптека. Есть 1 действующее сельское кладбище.
Обеспечение населения объектами социально-бытовой инфраструктуры практически везде ниже среднего значения по району.
Имеется 2 храмовых ансамбля, в них открыты приходы Ярославской епархии.
Через территорию поселения проходит русло реки Печегда с расположенными в её окрестностях многочисленными объектами рекреационного назначения.

## Достопримечательности
На территории поселения 4 объекта историко-культурного наследия, в том числе
- Ансамбль Казанской церкви в деревне Михальцево
- Церковь Крестовоздвиженская в селе Шельшедом
- Могила Героя Советского Союза Г. Н. Шагвалеева в селе Шельшедом[2]

## Экология
На территории поселения расположен 1 скотомогильник. Биозахоронений и полигонов твёрдых бытовых отходов нет.
Особо охраняемых природных территорий нет.